# Dijagnostička peritonealna lavaža
Dijagnostička peritonealna lavaža:
Indikacija za ovu proceduru je sumnja na postojanje intraabdominalnog krvarenja (hemoperitoneum) koje se događa nakon traume. Sada se rjeđe koristi zahvaljujući UZ pregledu. Procedura se provodi kada CT I UZ pregled nisu dostupni ili postoji izrazita hemodinamska nestabilnost pacijenta.. Prvi put procedura je opisana 1965. godine.

## Procedura
Nakon lokalne vertikalne incizije kože u središnjoj liniji, na jednoj trećini razmaka između pupka i symphisis pubis. Linea alba se razreže i peritoneum se podigne da se izbjegne povreda crijeva. Kateter se ubaci u zdjelicu na desnu stranu i aspirira se sadržaj. Ako nema krvi, 1 litar ugrijane fiziološke otopine se infundira za otprilike 5 minuta. Potom se drenira infundirani sadržaj i šalje se na analizu u laboratoriju.

## Analiza
10 ml krvi i crijevnog sadržaja se smatra pozitivnim nalazom. 100,000 er/ml, 500 er/ml i amilaze 175 IU su pozitivni nalazi.